# 対気速度計
対気速度計（たいきそくどけい、英語: airspeed indicator(ASI)）または対気速度ゲージ（たいきそくどゲージ、英語: airspeed gauge）は、航空機の対気速度をキロメートル/時 (km/h)、ノット (kn)、マイル/時 (MPH)、メートル/秒 (m/s) の単位で表示する航空計器。
ICAOは、km/hを使用することを推奨しているが、現在でも最も使用されている単位はノットである。ASIは、静的ポートからの静圧とピトー管からの全圧との圧力差を測定する。この圧力差は、計器表面のASI指針に記録される。

## 速度と範囲を色分けして表示
ASIには、航空機の制限内で安全な操作を示すために、標準の色分けされたマーキングが標準装備されている。パイロットは一目で、推奨速度(V速度)または速度調整が必要かどうかを判断できる。単発機と多発機には共通のマーキングがあり、たとえば、緑色の円弧は、 VS1からVNOまでの航空機の通常の動作範囲を示している。
白い円弧は、アプローチと着陸に使用されるフラップ動作範囲( VSOからVFE)を示している。
黄色の円弧は、この範囲では滑空時のみ飛行するよう注意し、黄色の円弧の上部にある赤い線（VNE）は、それ以上の速度では損傷または構造上の故障を起こす可能性があることを示している:8–9。
多発機のASIには、エンジン故障の可能性に関連した赤と青の2つの放射状のマーキングが追加されている。緑色の円弧の下側にある赤い線は Vmcを示し、重要なエンジンが作動していない状態で航空機を制御できる最小表示対気速度である。青い放射状の線はVYSEで、重要なエンジンが作動していない時に最も良い上昇率になる速度を示している。

## 動作
ASIは、静圧システムとピトーシステムの両方を使用する唯一の航空計器である。静圧はASIケースに入り、全圧は機械的リンケージを介してASIの指針に接続されたダイヤフラムを屈曲させる。航空機が地上で静止しているときの圧力は等しいため、読み取り値はゼロになる。航空機が前進しているとき、ピトー管に入る空気は静的ラインよりも高い圧力にあり、ダイヤフラムを屈曲させ指針を動かす。離陸前にASIの値がゼロであることを確認し、離陸時には値が適切に増加していることを確認する:8–10。
ピトー管は、虫や汚れ、ピトーカバーの外し忘れなどにより、閉塞することがある。閉塞すると、ラムエアーがシステム内に侵入できなくなる。ピトー開口部がふさがれていても、ドレンホールが開いていれば、システム圧力は周囲圧力まで低下し、ASI指針はゼロの読み取り値に低下する。開口部とドレンホールの両方が塞がれている場合、ASIは対気速度の変化を示さない。ただし、ASI指針は、関連する静圧の変化に応じて高度の変化を示す。ピトー管と静圧システムの両方が閉塞している場合、ASI指針はゼロを示す。静圧ポートが閉塞していても、ピトー管が開いていれば、ASIは作動するが不正確である:8-10, 8-11。

## 対気速度の種類
対気速度には4つの種類があり、ICE-Tという頭文字で覚えることができる。
- 指示対気速度（英語: Indicated air speed (IAS)）は、ASIから直接読み取られ、空気密度の変動、設置、計器のエラーに対する補正はない。
- 較正対気速度（英語: Calibrated air speed (CAS)）は、設置および計器の誤差を補正する。
- 等価対気速度（英語: Equivallent air speed (EIS)）は、校正対気速度 (CAS) を、自明でないマッハ数での空気の圧縮率を補正する。
- 真対気速度（英語: True air speed (TAS)）は、CASを高度と非標準の温度に対して補正する。TASは、飛行計画に使用される。TASは、高度が上がり、空気密度が減少するにつれて増加する。TASは、E6Bなどのフライトコンピュータを介して決定することができる。一部のASIにはTASリングがある。または、高度が 1,000フィート (300 m) 増加するごとにCASに2%が追加されるという経験則もある[1]:8-8,8-9。

## ジェット機
ジェット機はレシプロエンジン機のような(VNO)や(VNE)を持たず、代わりに最大動作速度をノット(VMO)とマッハ数(MMO)で表す。したがって、ジェット機のパイロットには、対気速度計とマッハメーターの両方が必要であり、適切な赤いラインが付いている。ASIには、赤と白の縞模様の指針、または「バーバーズポール」が含まれ、任意の適用可能な制限速度を示すために自動的に移動する:15–7。

## 迎角とリフトリザーブインジケータ
飛行機はどの速度でも失速する可能性があるため、ASIを監視するだけでは失速を防ぐことはできない。航空機が失速するタイミングは臨界迎角(AOA)で決定する。特定の構成では、航空機の重量、バンク角、温度、密度高度、重心に関係なく一定である。
AOAインジケータは、重大なAOAの発症を監視する手段として、失速状況認識を提供する。AOAインジケータは、現在のAOAと臨界AOAへの接近を表示する:5-26,5-27。
同様に、リフトリザーブインジケータ（英語: Lift Reserve Indicator(LRI)）は、生成される揚力の測定値を提供する。圧力差システムを使用して、パイロットに利用可能な予備揚力を視覚的に表示する。

## 追記
- Installing (and flying) the Lift Reserve Indicator - Installing and flying the Lift Reserve Indicator, article and photos by Sam Buchanan

 この記事にはパブリックドメインである、アメリカ合衆国連邦政府が作成した次の文書本文を含む。Airplane Flying Handbook. United States Government.
- Airplane Flying Handbook. U.S. Government Printing Office, Washington D.C.: U.S. Federal Aviation Administration. (2004). FAA-8083-3A.  オリジナルの2011-06-30時点におけるアーカイブ。

 この記事にはパブリックドメインである、アメリカ合衆国連邦政府が作成した次の文書本文を含む。Instrument Flying Handbook (PDF). United States Government.
- Instrument Flying Handbook. U.S. Government Printing Office, Washington D.C.: U.S. Federal Aviation Administration. (2005-11-25). FAA-H-8083-15

 この記事にはパブリックドメインである、アメリカ合衆国連邦政府が作成した次の文書本文を含む。Pilot's Handbook of Aeronautical Knowledge. United States Government.
- Pilot's Handbook of Aeronautical Knowledge. U.S. Government Printing Office, Washington D.C.: U.S. Federal Aviation Administration. (2003). FAA AC 61-23C.  オリジナルの2015-07-01時点におけるアーカイブ。